# Жувентус (Сан-Паулу)
«Жувентус» (порт. Juventus) — бразильський професійний футбольний клуб, який базується в окрузі Моока міста Сан-Паулу, штат Сан-Паулу. Заснований 20 квітня 1924 року. Виступає в Campeonato Paulista Série A2, другому рівні футбольної ліги штату Сан-Паулу.